# Hvang Borum
Hvang Borum (hangul: 황보름, RR: Hwang Boreum) dél-koreai író, akinek 2022-ben megjelent Oszo oszejo, Hjunam-tong szodzsobimnida (hangul: 어서 오세요, 휴남동 서점입니다, handzsa: Eoseo oseyo, Hyunamdong seojeobimnida) című első regénye azonnal sikert aratott. Több mint 300 000 példányban fogyott, japánra fordított változata pedig elnyerte a Japán Könyvkereskedők Díját.

## Élete és pályafutása
Hvang (Hwang) informatikát tanult, majd évekig az LG Electronicsnál dolgozott szoftverfejlesztőként, mielőtt úgy döntött, nem neki való ez a foglalkozás és felmondott. Harmincévesen kezdett el írni, első írásait visszautasították a kiadók. Először esszégyűjteményeket írt, például 2017-ben jelent meg Meil ilkkesszumnida  (hangul: 매일 읽겠습니다, RR: Maeil ilgkesseumnida, ’„Minden nap olvasni fogok”’) című gyűjteménye, melyet a Nanszengcshoum khikboksing (hangul: 난생처음 킥복싱 , RR: Nansaengcheoeum kikboksing, ’„Életemben először kipróbáltam a kickboxot”’) és az I csongdo korida ttak csohta (hangul: 이 정도 거리가 딱 좋다 , RR: I jeongdo georiga ddak johda, ’„Ez a távolság épp megfelelő”’) követett. Megpróbálkozott a regényírással is, az Oszo oszejo, Hjunam-tong szodzsobimnida (Eoseo oseyo, Hyunamdong seojeobimnida), angol címén 'Welcome to the Hyunam-Dong Bookshop („Üdvözöljük a Hjunam-tong (Hyunam-dong) könyvesboltban”) című regényét három hónap alatt fejezte be és feltöltötte a Brunch (브런치) nevű online irodalmi platformra, ahol benevezte a platform által szervezett versenybe, melyet megnyert. A mű angol fordítását 25 országban vették meg további fordítások készítéséhez. A könyvet általában a „healing (gyógyító)” vagy „feel good (hangulatjavító)” regények közé sorolják.

## Munkái
- Meil ilkkesszumnida  (hangul: 매일 읽겠습니다, RR: Maeil ilgkesseumnida?, ’„Minden nap olvasni fogok”’), 2017
- I csongdo korida ttak csohta (hangul: 이 정도 거리가 딱 좋다 , RR: I jeongdo georiga ddak johda?, ’„Ez a távolság épp megfelelő”’), 2020
- Nanszengcshoum khikboksing (hangul: 난생처음 킥복싱 , RR: Nansaengcheoeum kikboksing?, ’„Életemben először kipróbáltam a kickboxot”’), 2020
- Oszo oszejo, Hjunam-tong szodzsobimnida (hangul: 어서 오세요, 휴남동 서점입니다, handzsa: Eoseo oseyo, Hyunamdong seojeobimnida, RR: „Üdvözöljük a Hjunam-tong (Hyunam-dong) könyvesboltban”?), 2022
  -  Welcome to the Hyunam-dong Bookshop ford.: Shanna Tan:. Bloomsbury Publishing (2024). ISBN 978-1639732425
  -  A könyvesbolt ford.: Baksa Tímea:. Európa Könyvkiadó (2025). ISBN 9786151060698
- Tanszun szenghvaldzsa (hangul: 단순 생활자, RR: Dansun saenghwalja?, ’„Egyszerű ember”’), 2023